# Quercus breviradiata
Quercus breviradiata är en bokväxtart som först beskrevs av Wan Chun Cheng, och fick sitt nu gällande namn av Cheng Chiu Huang. Quercus breviradiata ingår i släktet ekar, och familjen bokväxter. Inga underarter finns listade.